# 사랑의 함정 (1991년 영화)
사랑의 함정(Dead In The Water)은 미국에서 제작된 빌 콘돈 감독의 1991년 코미디, 범죄, 드라마 영화이다. 텔레비전 영화이다. 브라이언 브라운 등이 주연으로 출연하였고 마이클 J.F. 스콧 등이 제작에 참여하였다.

## 출연

### 주연
- 브라이언 브라운
- 테리 해처

### 조연
- 앤 드 살보
- 베로니카 카트라이트
- 세이무어 카셀
- 프루이트 테일러 빈스

## 제작진
- 미술: 리처드 쉐먼
- 의상: 그레이니아 프레스턴